# Kajifu I
Kajifu I (ou Kajifu Nkemaya, Kajifu Nkimaya, Kajifa I) est une localité du Cameroun située dans le département du Manyu et la Région du Sud-Ouest, à proximité de la frontière avec le Nigeria. Elle fait partie de la commune d'Akwaya et du canton de Mbolu.

## Population
La localité comptait 258 habitants en 1953, 480 en 1967, des Boki du clan Ekokisam. À cette date elle disposait d'un marché et d'un surveillant agricole de district.
Lors du recensement de 2005, on y a dénombré 1 948 personnes.